# Gisbert Haefs
Gisbert Haefs (nacido en Wachtendonk, Renania del Norte-Westfalia, el 9 de enero de 1950) es un escritor alemán de novelas policíacas e históricas. Es hermano de Hans Wilhelm Haefs y Gabriele Haefs. De 1968 a 1976 estudió filología inglesa y española en la Universidad de Bonn. Durante sus estudios compuso e interpretó canciones que publicó con el título de Skurrile Gesänge («Cantos grotescos», 1981) también en disco.
Trabajó después como independiente y traductor de literatura en español, en francés e inglés, como, p.e. Adolfo Bioy Casares, Arthur Conan Doyle, G. K. Chesterton, Georges Brassens o Mark Twain. En 2004 Haefs tradujo todas las canciones (Lyrics 1962-2001) de Bob Dylan. De las obras de Rudyard Kipling, Ambrose Bierce y Jorge Luis Borges actuó no sólo como traductor sino también como editor de las obras completas en idioma alemán. 

## Obras

### Novelas policíacas
Balthasar Matzbach:
- 1981 Mord am Millionenhügel
- 1983 Und oben sitzt ein Rabe
- 1984 Das Doppelgrab in der Provence
- 1985 Mörder und Marder
- 1993 Matzbachs Nabel
- 1996 Kein Freibier für Matzbach
- 1998 Schmusemord
- 2003 Ein Feuerwerk für Matzbach

Mario Guderian:
- 1996 Das Kichern des Generals (La carcajada del general). En España, 1999, Edhasa, ISBN 978-84-350-0865-5.
- 2000 Andalusischer Abgang

Weitere:
- 1987 Das Triumvirat (Kurzgeschichten)
- 1989 Die Schattenschneise
- 1990 Freudige Ereignisse
- 1996 Auf der Grenze (Kurzgeschichten)
- 1998 Liebe, Tod und Münstereifel (Kurzgeschichten)
- 2000 Ich träum im Grab von dir
- 2001 Eine böse Überraschung

### Novelas de ciencia ficción
- Dante Barakuda:

1. 1986 Die Waffenschmuggler von Shilgat
2. 1986 Die Mördermütter von Pasdan
3. 1986 Die Freihändler von Cadhras
4. 1986 Die Gipfel von Banyadir

- 1994 Traumzeit für Agenten

### Cuentos y relatos
- 2010 Cuentos Vagabundos (2009, Ediciones Evohé, ISBN 978-84-937-4299-7)

### Novela histórica
- 1989 Hannibal. Der Roman Karthagos. En España, Aníbal (1991, Círculo de Lectores, S.A., ISBN 978-84-226-3553-6), Aníbal I (ISBN 978-84-345-9054-0) y Aníbal II (ISBN 978-84-345-9055-7), ambas por Salvat Editores, S.A., 1994; Aníbal. La novela de Cartago (2000, Planeta-De Agostini, ISBN 978-84-395-8783-5; 2001, Edhasa, ISBN 978-84-350-0550-0; 2004, Planeta-De Agostini, ISBN 978-84-674-0654-2; 2005, Edhasa, ISBN 978-84-350-1666-7)
- 1992 Alexander; en España, Alejandro, el unificador de Grecia, la Hélade (1994, Edhasa, ISBN 978-84-350-0590-6; 2000, Planeta-De Agostini, ISBN 978-84-395-8803-0; 2002, Quinteto, S.L./Edhasa, ISBN 978-84-95971-24-1)
- 1993 Alexander - in Asien; en España, Alejandro, el conquistador de un imperio (1995, Edhasa, ISBN 978-84-350-0591-3; 2001, Planeta-De Agostini, ISBN 978-84-395-8865-8; 2002, Quinteto, S.L., ISBN 978-84-95971-25-8)
  - en 2005, Edhasa publicó Alejandro Magno: rey de Macedonia, unificador de Grecia, conquistador de Asia, ISBN 978-84-350-6118-6 y Alejandro Magno, ISBN 978-84-350-1727-5
- 1999 Raja (Rajá). En España, 2002, Edhasa, ISBN 978-84-350-6021-9.
- 1997 Troja (Troya). En España, 1999, Edhasa, ISBN 978-84-350-0625-5; 2000, Planeta-De Agostini, ISBN 978-84-395-8772-9; 2004, Planeta-De Agostini, ISBN 978-84-674-0509-5; como parte de obra completa: Vol. 22 en 2005, Ediciones El País, S.L., ISBN 978-84-9815-226-5
- 1999 Hamilkars Garten (historischer Kriminalroman; neu erschienen als Das Gold von Karthago). En España, El jardín de Amílcar (2001, Edhasa, ISBN 978-84-350-6015-8; 2004, Planeta-De Agostini, ISBN 978-84-674-0657-3; 2006, Quinteto, S.L., ISBN 978-84-96333-83-3)
- 2001 Roma - Der erste Tod des Mark Aurel (La primera muerte de Marco Aurelio). En España, 2004, Edhasa, ISBN 978-84-350-6096-7)
- 2004 Die Geliebte des Pilatus
- 2007 Das Schwert von Karthago. En España, Espada de Cartago (2007, Edhasa, ISBN 978-84-350-6133-9)
- 2007 Caesar (César, las cenizas de la República, Edhasa)
- 2007 Beowulf
- 2010 Das moerder von Karthago. En España, Los asesinatos de Cartago (2017, Ediciones B, ISBN 978-84-666-6160-7)

## Distinciones
- 1981 Premio Edgar Wallace
- 1989 Deutscher Krimi Preis
- 1990 Kurd-Laßwitz-Preis
- 1991 Lesepreis der Stadt Bonn
- 1995 Deutscher Science Fiction Preis
- 1998 Niederrheinischer Literaturpreis der Stadt Krefeld
- 1999 Rheinischer Literaturpreis Siegburg